# Pelisse

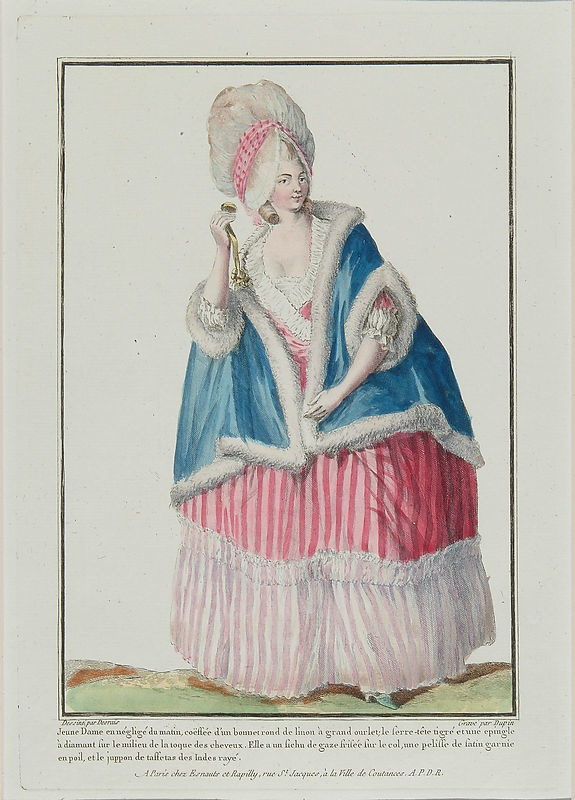
Dame des Spätrokoko in Morgenkleidung mit pelzverbrämter Samtpelisse

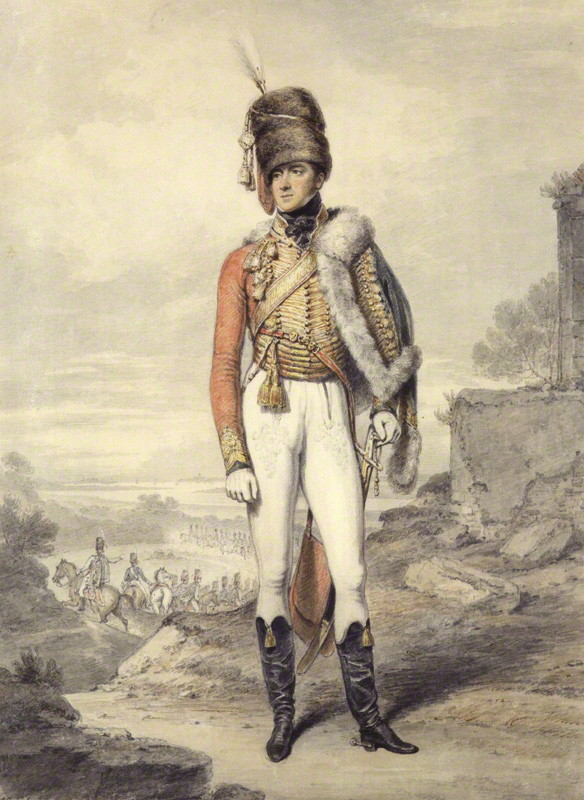
Britischer „Leichter Dragoner“ (d. h. Husar) mit Dolman und darüber geworfener Pelisse, 1809

Die Pelisse (altfrz. la pelice oder le peliçon „pelzgefüttertes Gewand“) war im Spätmittelalter ein von Männern und Frauen getragenes pelzverbrämtes oder pelzgefüttertes Ober- oder Übergewand.
Ab der Mitte des 18. Jahrhunderts ist die Pelisse ein weiter, capeartiger Mantel oder Umhang aus Satin oder Samt, etwa knielang und mit Armschlitzen versehen.
In der Militärmode bezeichnete Pelisse eine kurze, pelzgefütterte und -verbrämte sowie nach Husarenart verschnürte Jacke. Sie wurde im Winter über dem Dolman getragen, im Sommer aber über die linke Schulter gehängt.

## Zivilmode
Im 19. Jahrhundert bezeichnet Pelisse unterschiedliche Formen langer, bis zu den Knöcheln reichender Damenmäntel mit hoher Empire-Taille und meist reichem (Posament-)Besatz, wodurch er Anklänge an die ungarische Nationaltracht aufweist. Es waren warme Mäntel für Herbst oder Winter, die häufig mit Pelz oder Spitze verbrämt waren. Oft blieb die Pelisse auch unter der Taille offen, wodurch das darunter getragene, hellere Kleid sichtbar war.

## Militärmode
Die über dem Dolman der Husarenuniform getragene pelzverbrämte Jacke wurde in Frankreich Pelisse genannt. In Deutschland hieß sie schlicht Pelz. In Österreich-Ungarn firmierte die Pelzjacke als Mente, nach Einführung der Attila, 1849, aber Pelzattila. In Deutschland kam der Pelz nach Einführung der Attila teilweise außer Gebrauch. In Preußen behielten nach 1853 zunächst nur die Gardehusaren und die Chefs der Linienregimenter den Pelz bei. Zwischen 1865 und 1913 wurde neun Husarenregimentern der Pelz wieder erlaubt, die übrigen legten als Kälteschutz den schlichten Reitermantel (ohne Schnurbesatz) an. Die Pelisse gehört noch heute zur großen Paradeuniform der dänischen Gardehusaren; bei der kleinen Paradeuniform entfallen Pelisse und Tschako, den dann ein Schiffchen ersetzt.

## Galerie

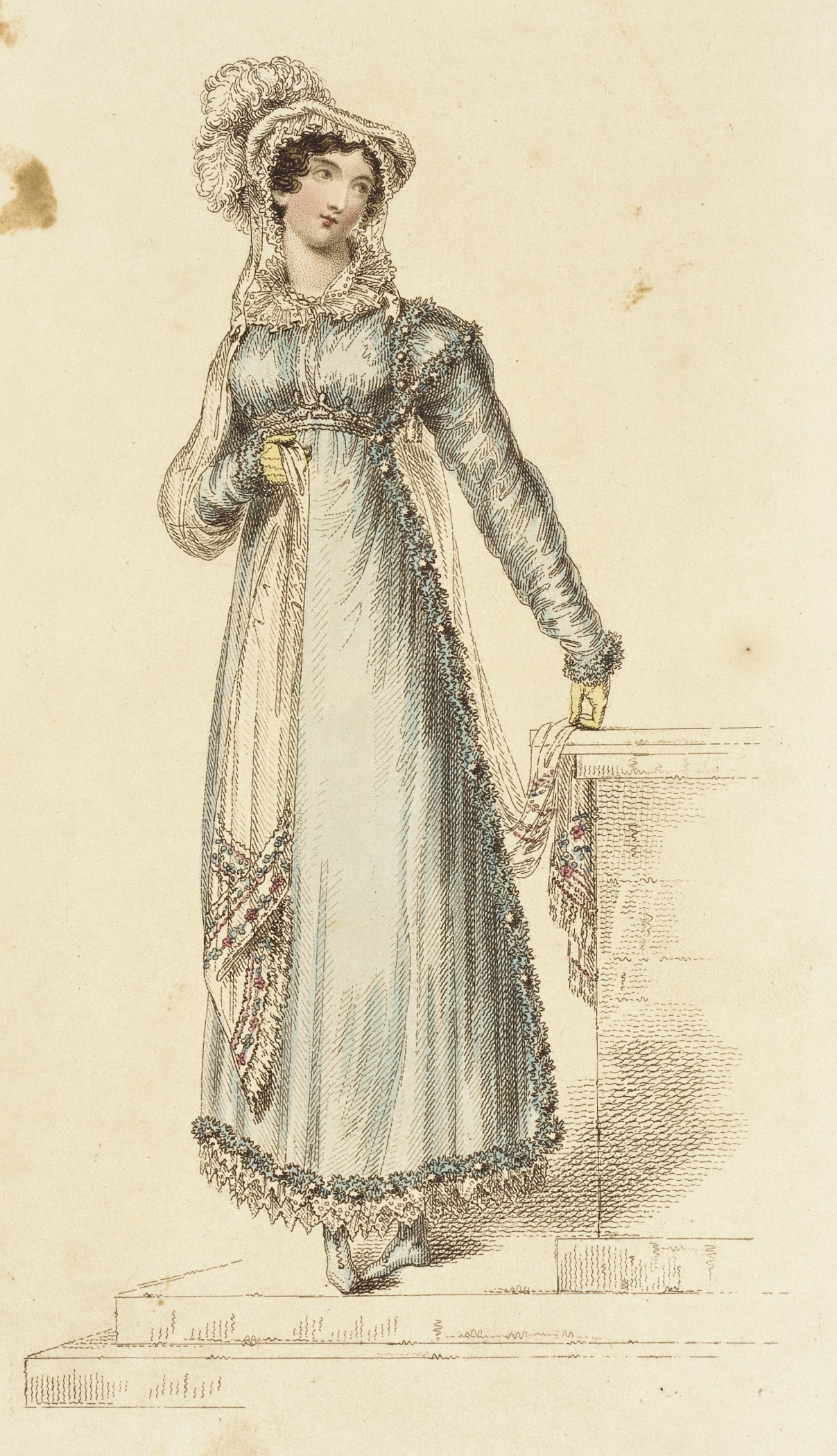
Pelisse mit Spitzenverbrämung, England, 1815
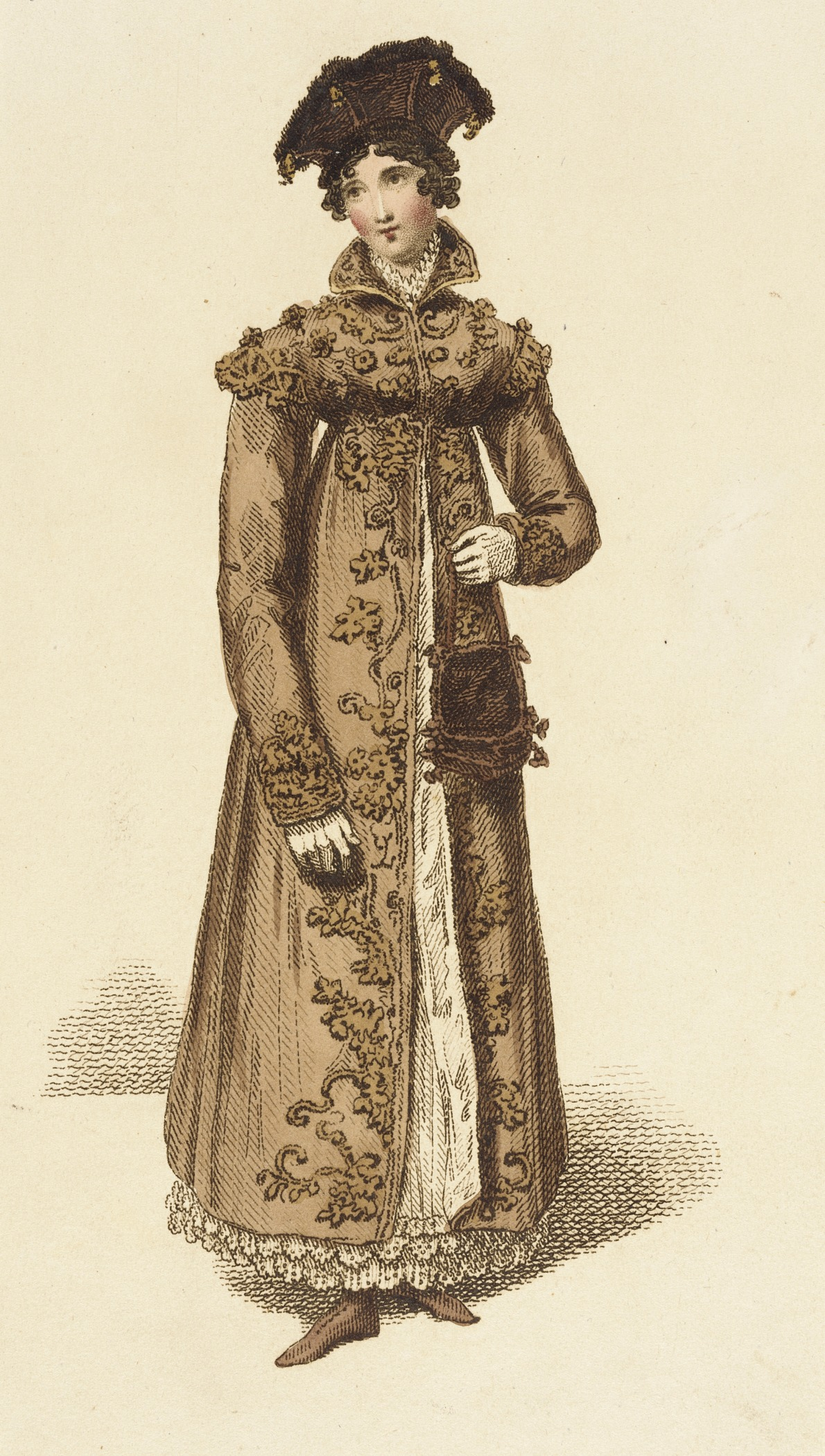
Pelisse mit reichem Besatz, England, 1815
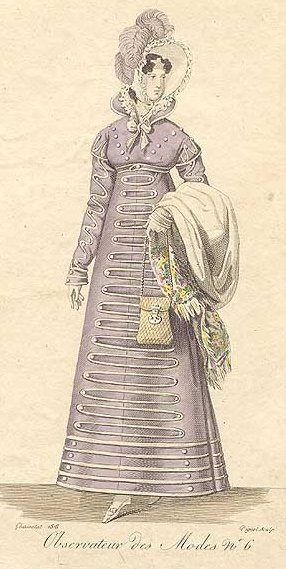
Observateur des Modes, 1818
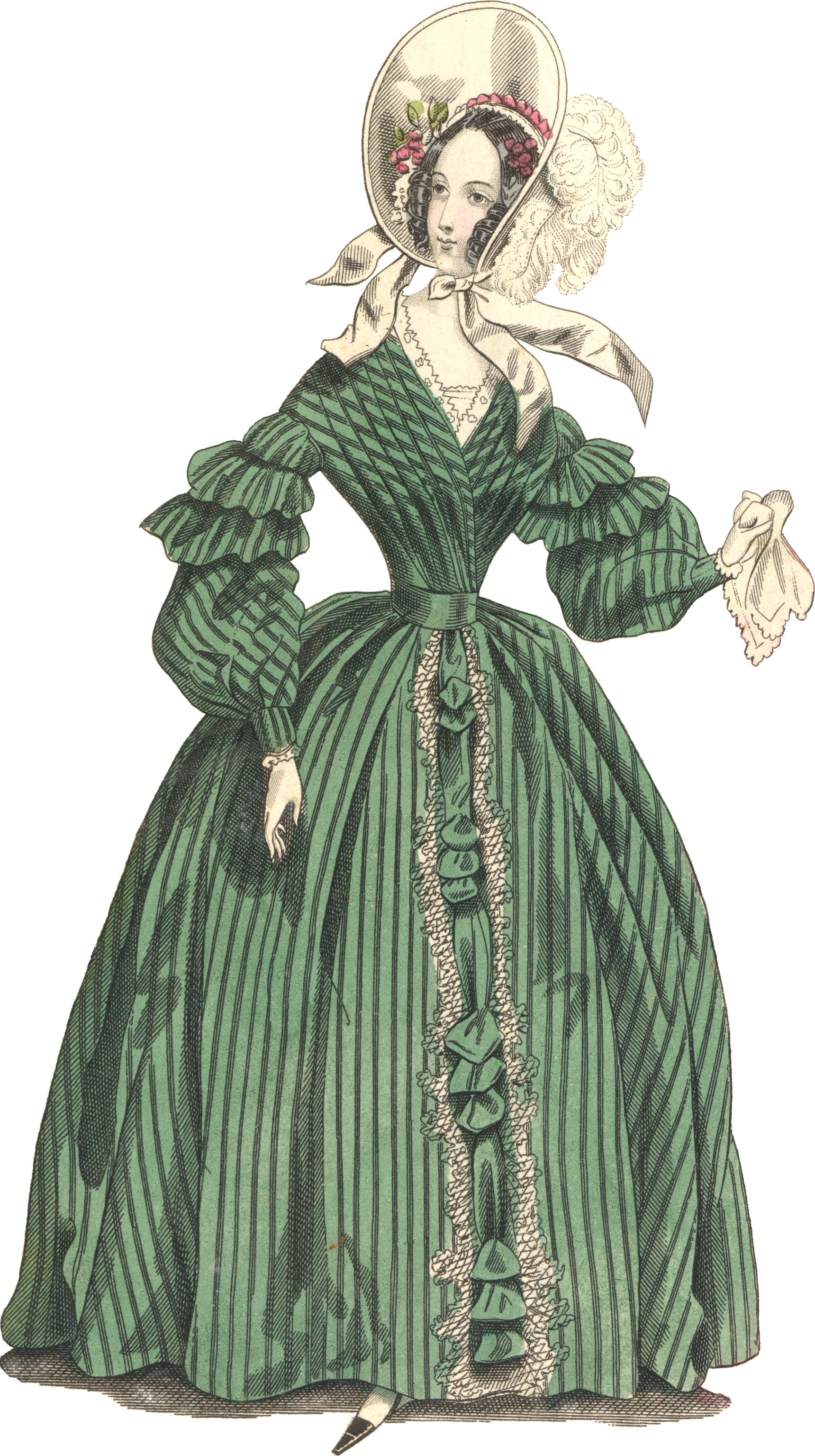
Stark taillierte Pelisse aus gestreifter Seide, 1838
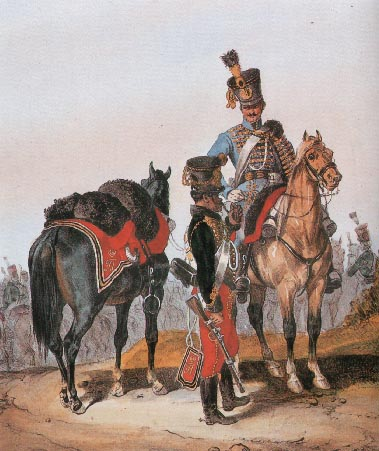
Österreichisch-ungarische Husaren, mit angelegter (links) und übergehängter Pelisse bzw. Mente (rechts), 1835
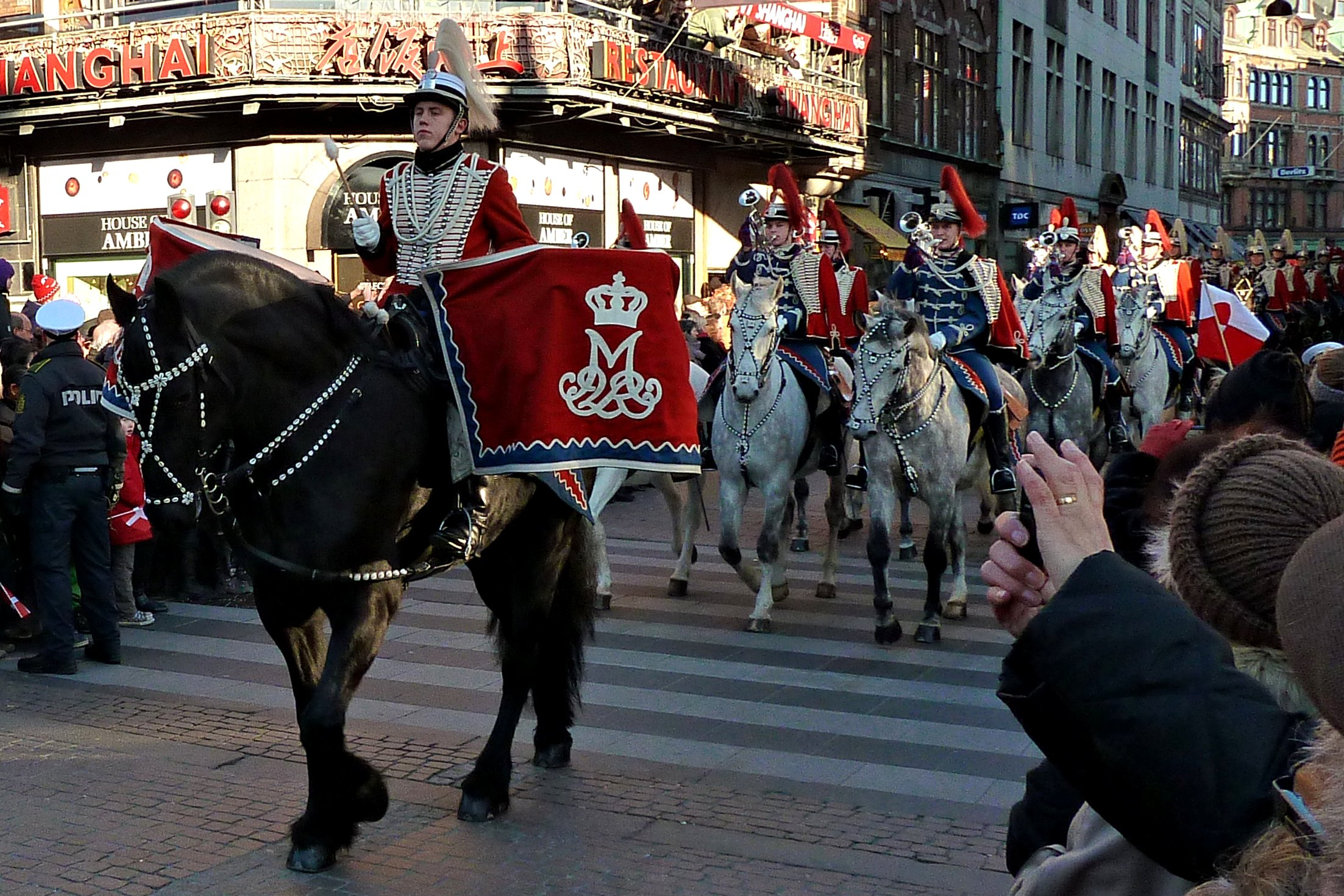
Dänische Gardehusaren: Kesselpauker mit angelegter Pelisse, nachfolgende Trompeter mit übergeworfener Pelisse, 2012